# Igor Malkov
Igor Aleksejevitj Malkov (ryska: Игорь Алексеевич Малков, född 9 februari 1965 i Pervouralsk, är en rysk före detta skridskoåkare som tävlade för Sovjetunionen.
Vid de olympiska vinterspelen 1984 i Sarajevo tog Malkov guld på 10 000 meter och silver på 5 000 meter.